# Rivière Aguanish
Rivière Aguanish är ett vattendrag i Kanada.   Det ligger i provinsen Québec, i den östra delen av landet, 1 100 km nordost om huvudstaden Ottawa.